# Novelas ejemplares

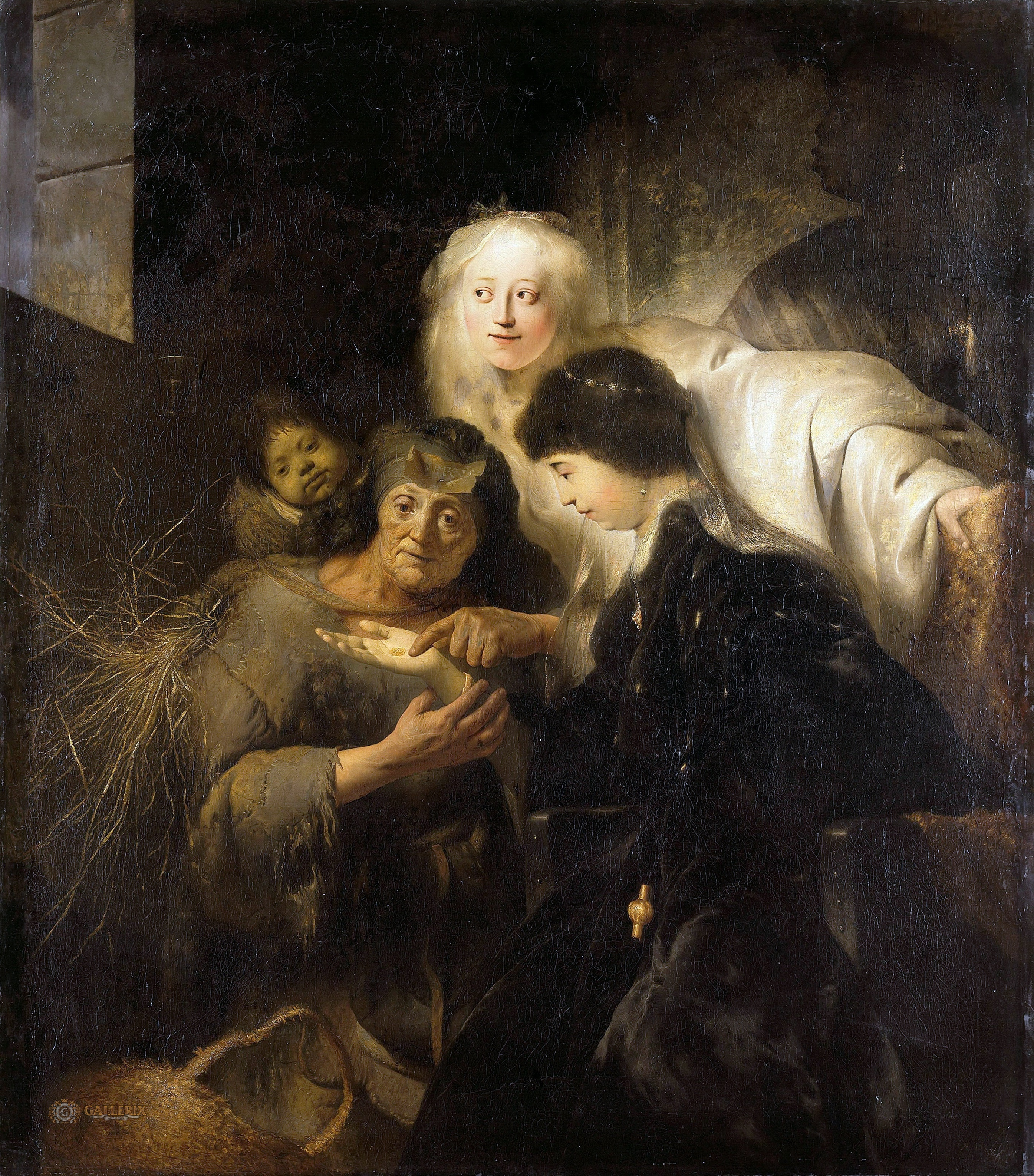
Preciosa en Doña Clara (Jan Lievens, ca. 1631). Een portrait historié naar La gitanilla.

Novelas ejemplares is een boek van Miguel de Cervantes uit 1613, oorspronkelijk verschenen onder de titel Novelas ejemplares de honestísimo entretenimiento (Voorbeeldige novellen van eerlijke ontspanning).

## Geschiedenis
Voor dit werk richtte Cervantes zich naar de Italiaanse novellen. Zijn vertellingen hadden een exemplarische boodschap, al is de moraal niet altijd duidelijk en zorgt de kloof tussen wat de personages zeggen en doen voor humor. Hij schreef de novellen tussen 1590 en 1612. Het volgende jaar werden ze uitgegeven te Madrid door Juan de la Cuesta, dankzij het succes van het eerste deel van Don Quichot. De novellen verspreidden zich over Europa door vertalingen en toneelbewerkingen. In het Nederlandse taalgebied was Jacob Cats de eerste met zijn Selsaem Trou-geval tvsschen een Spaens Edelman, ende een Heydinne (1637), een toneelstuk gebaseerd op La gitanilla. Ook het verhaal over glaswaan, El licenciado Vidriera, was bijzonder populair, zij het niet in de Nederlanden. In de 17e-eeuwse schilder- en prentkunst zijn de Novelas ejemplares zeer aanwezig.

## Inhoud
- La gitanilla (Het zigeunerinnetje)
- El amante liberal (De edelmoedige minnaar)
- Rinconete y Cortadillo (Rinconete en Cortadillo)
- La española inglesa (De Engelse Spaanse)
- El licenciado Vidriera (De licentiaat van glas)
- La fuerza de la sangre (De kracht van het bloed)
- El celoso extremeño (De jaloerse Estremadureen)
- La ilustre fregona (De doorluchtige vatenspoelster)
- Las dos doncellas (De twee jonkvrouwen)
- La señora Cornelia (Mevrouw Cornelia)
- El casamiento engañoso (Het bedrieglijke huwelijk)
- El coloquio de los perros (De samenspraak tussen de honden)

## Nederlandse vertaling
- Miguel de Cervantes Saavreda, Voorbeeldige novellen, vert. Eugène De Bock, Amsterdam, G.A. van Oorschot, 1966, 458 p.

## Voetnoten
1. ↑  Maxim P.A.M. Kerkhof, Cervantes in de Nederlanden tot 1746, in: Mededelingen van de Stichting Jacob Campo Weyerman, 1995, p. 5